# Club Natació Sabadell

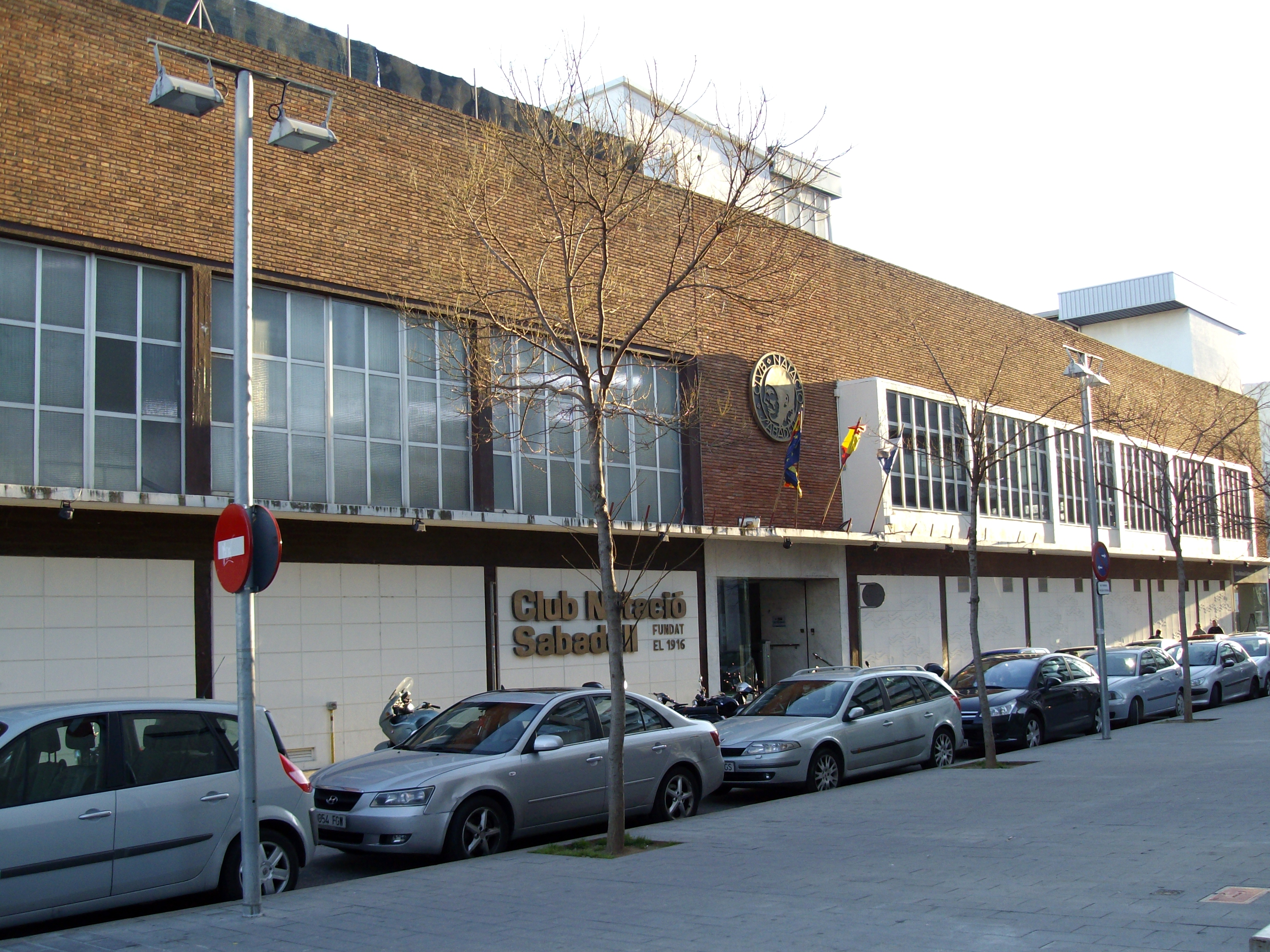
Club Natació Sabadell

El Club Natació Sabadell es un club de deporte fundado el 16 de enero de 1916 en la ciudad de Sabadell (Barcelona) España. Es una de las entidades deportivas catalanas con más socios, más de 25.000 y cuenta con un presupuesto de 13 millones de euros.

## Historia
El Club Natació Sabadell fue fundado el 16 de enero de 1916 por Joan Valls y Vidal. La primera sede social fue el bar Imperial de la Rambla de Sabadell.
El Waterpolo nació casi paralelamente a la fundación de la entidad, ya que se tienen datos del primer partido entre el CN Barcelona y el CN Atlètic el 22 de agosto de 1915 en el primer festival de natación que se disputó en la "Bassa de Ca la Paula" (Molí de les Tres Creus) en Sabadell.
En el año 1918, el club construyó la que sería la primera piscina de agua dulce de España, situada en la calle Lacy de la ciudad, y que se inauguró el 23 de junio. Esta sería la piscina utilizada por la selección española de natación de cara a los Juegos Olímpicos de 1920. En aquella época algunos de los nombres históricos del Club eran: Ausió, Casarramona, Girbau, Genescà, Torres, Marsal entre otros muchos.
A partir de entonces el club no paró de crecer y en 1959 inauguró la piscina cubierta que actualmente todavía está en funcionamiento en la sede de la calle Montcada.
En 2002, el club inauguró las nuevas instalaciones de Can Llong. En una primera fase se construyó una piscina de 50x25 m, una de waterpolo de 33x25 m, una piscina lúdica (Aiguajoc) y un gimnasio. En una segunda fase se ha construido otra piscina de 50x25 m con una pequeña piscina lúdica inauguradas en julio de 2010, un edificio de servicios que incluye un nuevo gimnasio.
Muchos han sido los hitos destacados a nivel deportivo durante su historia. Uno de estos hitos es el del Waterpolo femenino que empieza a practicarse en España en 1980, y lo hace por primera vez en las instalaciones del CN Sabadell y su mayor éxito fue conseguir la medalla de plata en los JJ. OO. de Londres 2012, donde más de la mitad de las jugadoras de la selección española estaba formada por jugadoras del club.
El Club Natació Sabadell ha organizado múltiples competiciones deportivas a lo largo de su historia, entre las que destacan el Campeonato de España de Waterpolo de 1952, partidos de waterpolo de la Fase Previa del Campeonato de Europa de Natación de Barcelona 1970, la Copa de Europa de Natación de 1989, la Final Four de la copa de Europa femenina de waterpolo de 2011 (primer título de los 5 actuales) y el partido de vuelta de la Final de la Len Cup de waterpolo masculino de 2012.
Muchos deportistas de renombre han formado parte de la entidad, como los nadadores Santiago Esteva Escoda, María Paz Corominas (primera española finalista olímpica), Martín López Zubero (primer campeón olímpico español), Mireia Belmonte (doble subcampeona olímpica),David Meca, Nina Zhivanevskaia (bronce olímpico), Lourdes Becerra (finalista olímpica), Olaf Wildeboer, Aschwin Wildeboer, waterpolistas como Maica García, Mati Ortiz, Jennifer Pareja, Laura Ester, Anni Espar o Pilar Peña, y Joan Serra, Pere Masip, Miquel Torres, Vicenç Brugat, Salvador Franch, Sergi Pedrerol o Dani Ballart y las nadadoras de sincronizada Ona Carbonell, Gemma Mengual i Paula Klamburg. También cabe destacar el gran nivel conseguido en estos últimos años en natación adaptada con Óscar Salguero (campeón paralímpico) y Jordi Morales en tenis de mesa (campeón del mundo).

## Galardones que ha recibido el club
- Medalla al mérito deportivo de la Federación Catalana de Natación (1945)
- Placa al mérito deportivo de la Diputación de Barcelona (1959)
- Placa al mérito deportivo de la Delegación Nacional de Educación Física y Deportes (1959)
- Placa de Honor Extraordinária de la Real Federación Española de Natación (1966)
- Medalla de Oro de la Ciudad de Sabadell (1966)
- Challenge Samaranch (1970)
- Placa de Honor de la Real Federación Española de Natación (1972)
- 2 Copas Stadium (1973 i 2012)
- Placa de Plata de la Real Orden al Mérito Deportivo (1993)
- Placa de Oro de la Real Orden al Mérito Deportivo (2012)
- Mejor Club Español (1963-1971)
- Mejor Club Catalán (2007-2008-2009-2010-2011-2012-2013-2014-2015-2016-2017-2018-2020/21)

## Deportistas olímpicos del club
- 1948 Londres: Joan Serra
- 1952 Helsinki: Joan Serra
- 1960 Roma: Isabel Castañé y Miquel Torres
- 1964 Tokio: María Ballesté, Isabel Castañé y Miquel Torres
- 1968 México: Miquel Torres, Vicenç Brugat, Josep Duran, Santiago Esteva Escoda y M. Pau Corominas
- 1972 Münich: Jordi Comas y Antoni Culebras
- 1976 Montreal: Jordi Comas, Santiago Esteva Escoda y Magda Camps
- 1992 Barcelona: Martín López Zubero, Lourdes Becerra y Elisenda Pérez
- 1996 Atlanta: Martín López Zubero, Lourdes Becerra y Andrei Kovalenko (Ucrania)
- 2000 Sídney: Daniel Ballart,, Lourdes Becerra, Nina Zhivanevskaia, Frederik Hviid, Jorge Ulibarri y Andrei Kovalenko (Australia)
- 2004 Atenas: Daniel Ballart, Sergi Pedrerol, Jesús Rollán, Gustavo Marcos, Jorge Sánchez, Olaf Wildeboer, Aschwin Wildeboer, Melissa Caballero i Carolina Cerqueda (Andorra)
- 2008 Pekín: Aschwin Wildeboer, Sergio García Ortiz, Arantza Ramos i Slobodan Soro (Sérbia)
- 2012 Londres: Mireia Belmonte, Aschwin Wildeboer, Maica García, Mati Ortiz, Jennifer Pareja, Anni Espar, Laura Ester, Pilar Peña, Judit Ignacio, Iñaki Aguilar, Iván E. Pérez, Clàudia Dasca, Concepción Badillo y Lydia Morant
- 2016 Río de Janeiro: Maica Garcia, Mati Ortiz, Anni Espar, Laura Ester, Pilar Peña, Judith Forca, Clara Espar, Judit Ignacio, Fátima Gallardo, Erika Villaécija, Ona Carbonell, Gemma Mengual, Miguel Durán, Marc Sánchez, Aitor Martínez, Konrad Czerniak (Polonia), Martín A. Melconian (Uruguay) y Lara Grangeon (Francia)
- 2020 (*) Tóquio Maica Garcia, Laura Ester, Judith Forca, Irene González, Blai Mallarach, Marina Garcia, Ona Carbonell, Catharina H. Van der Sloot y Maartje Keuning (Holanda).

(*) Con motivo de la COVID-19 se disputaron un año después en 2021.

## Deportistas paralímpicos del club
- 2012 Londres: David Levecq
- 2016 Río de Janeiro: Óscar Salguero
- 2020 (*) Toquio: Óscar Salguero.

(*) Con motivo de la COVID-19 se disputaron un año después en 2021

## Presidentes
- Joan Valls Vidal. Socio Fundador y presidente honorario 1916
- Pere Mestre Montserrat 1916-1920
- Jacint Martí Moragas 1920-1926
- Joan Cinca Sanmiquel 1926-1931
- Joan Agustí Maciá 1931-1932
- Josep Gisbert Castelló 1932-1935 y 1939-1940
- Joan García Grau 1935-1937
- Jaume Cusidó Llobet 1937-1939
- Jaume Sapés Morera 1940-1942 y 1949-1953
- Josep Taulé Godayol 1942-1944
- Josep Mañá Oliva 1944-1949
- Antoni Monés Giner 1953-1961
- Josep Durán Godayol 1961-1969
- Vicenç Gracia Masaguer 1969-1971
- Francesc Roca Hors 1972-1976
- Pere Morral Espinós 1976-1980
- Carles Ibars Montoriol 1980-2003
- Carles Ruiz Fonrodona 2003-2011
- Miquel Torres Bernades 2011-2016
- Claudi Martí Mortes 2017-actualitat

## Secciones
El club tiene 20 secciones en la actualidad: natación, waterpolo, sincronizada, másteres, natación adaptada, aikido, atletismo, baloncesto, ajedrez, squash, frontón, futbito, fútbol sala, gimnasia, voleibol, petanca, tenis, tenis de mesa, pádel y triatlón.

## Palmarés

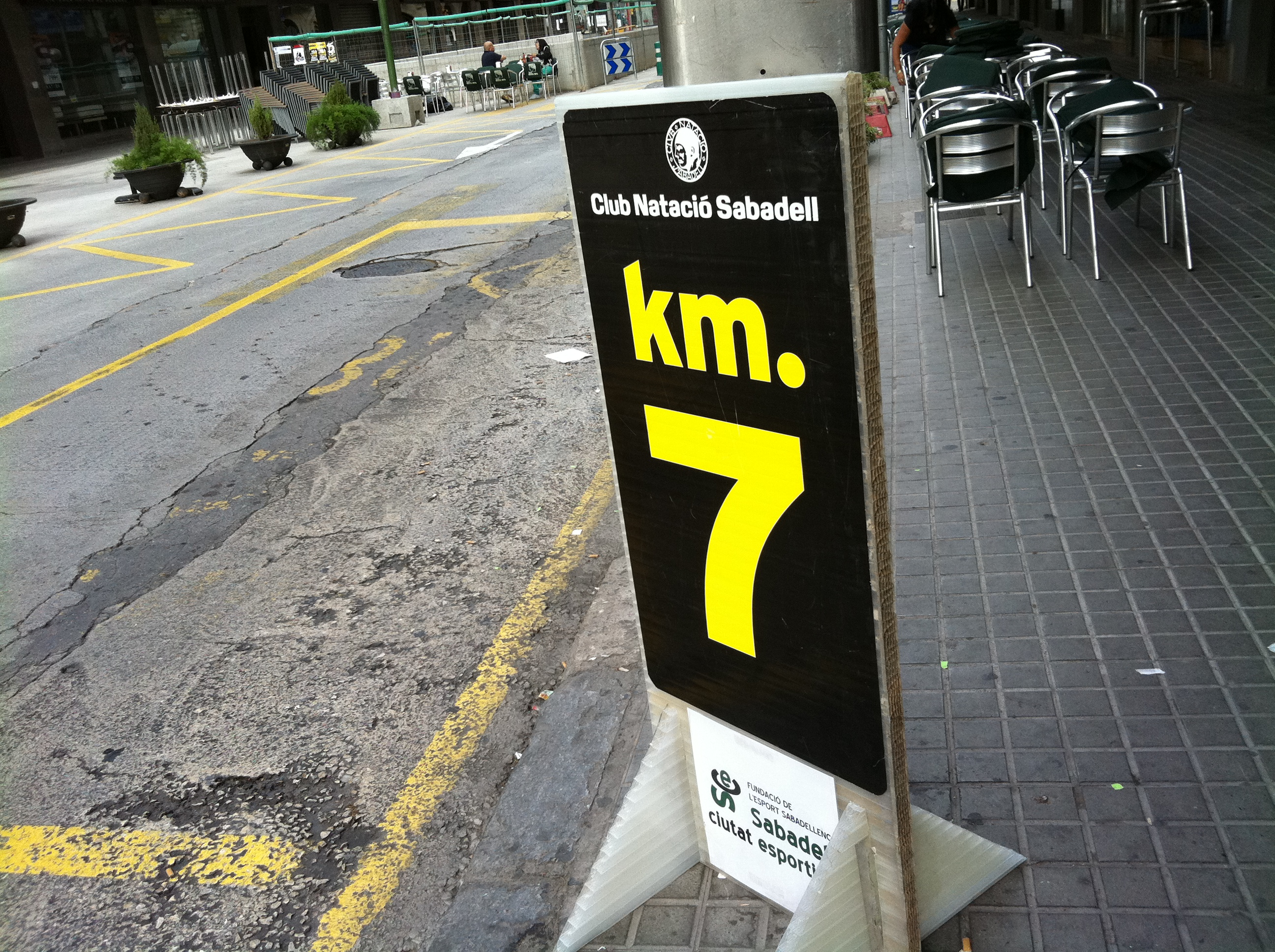
Cursa del Club Natació Sabadell

### Natación femenina
- 15 Nadadoras Olímpicas : A destacar: 2 Medallas de Plata: Mireia Belmonte en 200 m Mariposa y 800 m Libres (Londres 2012). 1 Medalla de Bronce: Nina Zhivanevskaia 100 m Espalda (Sídney 2000) y 4 finalistas: M. Paz Corominas 7a en 200 m Espalda (México 1968), Lourdes Becerra 7a en 400 m Estilos (Atlanta 1996), Melissa Caballero 6a en 4x200 m Libres (Atenas 2004) y Mireia Belmonte 8a en 400 m Estilos (Londres 2012) y Erika Villaécija primera olímpica en Aguas Abiertas (Río de Janeiro 2016)
- 6 Campeonatos de Europa : 4 Nina Zhivanevskaya (3 en Helsinki 2000 y 1 Berlín 2002), Melissa Caballero (Madrid 2004) y Mireia Belmonte (Debrecen 2012)
- 3 Subcampeonatos de Europa : Nina Zhivanevskaya (Berlín 2002), Mireia Belmonte (Debrecen 2012) y Judit Ignacio (Berlín 2014)
- 1 Bronce en el Campeonato de Europa: Xènia López (Madrid 2004 - Aguas Abiertas)
- 2 Títulos de la Copa del Mundo FINA de Aguas Abiertas: 2 Esther Núñez (2007 y 2012)
- 2 Récords del Mundo y 1 de Europa batidos
- 12 Campeonatos de España de Verano: (1969, 1970, 1971, 1973, 1987-88, 1988-89, 1989-90, 1990-91, 1993-94, 2001-02, 2011-12, 2015-16)
- 24 Campeonatos de España de Invierno: (1964, 1965, 1966, 1967, 1968, 1969, 1970, 1971, 1986-87, 1987-88, 1988-89, 1989-90, 1990-91, 1991-92, 1992-93, 1994-95, 1999-00, 2000-01, 2001-02, 2005-06, 2011-12, 2012-13, 2014-15, 2015-16)
- 8 Campeonatos de España de Aguas Abiertas : (1997-98, 1998-99, 1999-00, 2001-02, 2004-05, 2005-06, 2014-15, 2015-16)
- 4 Campeonatos de España de Larga Distancia en Piscina : (2004-05, 2005-06, 2014-15, 2016-17)
- 8 Copas de España de División de Honor (1990-91, 1991-92, 1992-93, 1995-96, 1999-00, 2000-01, 2003-04, 2011-12)

### Natación masculina
- 16 Nadadores Olímpicos . A destacar: 1 Campeón Olímpico: Martín López-Zubero 200 m Espalda (Barcelona 1992) y 6 finalistas: Santiago Esteva 5.º en 200 m Espalda y 8.º en los 4 x 100 m Estilos (México 1968), Josep Duran 8.º en los 4 x 100 m Estilos (México 1968), Jordi Comas 8.º en los 4 x 100 m Libres (Múnich 1972), Antoni Culebras 8.º en los 4 x 100 m Libres (Múnich 1972), Martín López-Zubero 4.º en 100 m Espalda y 7.º en 100 m Mariposa (Barcelona 1992) y 4.º en 100 m Espalda i 6.º en 200 m Espalda (Atlanta 1996) y Aschwin Wildeboer 7.º en 100 m Espalda (Pekín 2008)
- 4 Campeonatos del Mundo : 2 Martín López-Zubero (Perth 1991 y Roma 1994) y 2 David Meca (Honolulu 2000 y Montreal 2005 - Aguas Abiertas)
- 4 Subcampeonatos del Mundo : 3 David Meca (Perth 1998 y 2 en Honolulu 2000 - Aguas Abiertas) y Martín López-Zubero (Roma 1994)
- 3 Bronces en los Campeonatos del Mundo : Martín López-Zubero (Perth 1991), Aschwin Wildeboer (Roma 2009) i Konrad Czerniak amb Polònia (Kazan 2015)
- 5 Campeonatos de Europa : 4 Martín López-Zubero (2 en Atenas 1991, Sheffield 1993 y Sevilla 1997) y Frederik Hviid (Istambul 1999)
- 6 Subcampeonatos de Europa : 2 Santiago Esteva (Barcelona 1970), 2 Martín López-Zubero (Atenas 1991 y Sheffield 1993), Miquel Torres (Leipzig 1962) y David Meca (Espoo 2000 - Aguas Abiertas)
- 3 Bronces en los Campeonatos de Europa: 2 Santiago Esteva (Barcelona 1970) y David Meca (Espoo 2000 - Aguas Abiertas)
- 2 Títulos de la Copa del Mundo FINA de Aguas Abiertas: 1 David Meca (1998) y 1 Damián Blaum (2013)
- 2 Récords del Mundo y 8 de Europa batidos
- 16 Campeonatos de España de Verano : (1969, 1970, 1974, 1975, 1976, 1989-90, 1990-91, 1992-93, 1993-94, 2002-03, 2008-09, 2011-12, 2013-14, 2014-15, 2015-16, 2016-17)
- 29 Campeonatos de España de Invierno : (1965, 1966, 1967, 1968, 1969, 1970, 1971, 1973, 1974, 1975, 1976, 1990-91, 1992-93, 1993-94, 1994-95, 1995-96, 1998-99, 1999-00, 2000-01, 2001-02, 2002-03, 2003-04, 2007-08, 2008-09, 2011-12, 2012-13, 2014-15, 2015-16, 2016-17)
- 5 Campeonatos de España de Aguas Abiertas : (1997-98, 1999-00, 2001-02, 2011-12, 2012-13)
- 4 Campeonatos de España de Larga Distancia en Piscina : (2010-11, 2012-13, 2013-14, 2015-16)
- 9 Copas de España de División de Honor : (1991-92, 1992-93, 1999-00, 2000-01, 2001-02, 2002-03, 2003-04, 2011-12, 2021-22)

### Natación conjunta
- 6 Campeonatos de España de Verano (1988-89, 1989-90, 1990-91, 1993-94, 1999-00, 2000-01)
- 20 Campeonatos de España de Invierno (1964, 1965, 1966, 1967, 1968, 1969, 1970, 1971, 1973, 1975, 1988-89, 1989-90, 1990-91, 1991-92, 1992-93, 1993-94, 1994-95)
- 1 Campeonato de España de Aguas Abiertas (2001-02)
- 4 Copas de España de División de Honor (1990-91, 1991-92, 1992-93, 1995-96)

### Waterpolo femenino
- 11 Jugadoras olímpicas:  Maica García y Laura Ester (Londres 2012, Río de Janeiro 2016 y Tokio 2020)  Matilde Ortiz, Anni Espar y Pilar Peña (Londres 2012 y Río de Janeiro 2016), Jennifer Pareja (Londres 2012), Clara Espar y Judith Forca (Río de Janeiro 2016), Irene González y con Holanda Catharina Van der Sloot y Maartje Keuning (Tokio 2020)
- 7 jugadoras subcampeonas olímpicas: Maica García y Laura Ester (Londres 2012 y Tokio 2020),  Matilde Ortiz, Jennifer Pareja, Anni Espar y Pilar Peña (Londres 2012) e Irene González (Tokio 2020).
- 7 Jugadoras Campeonas del Mundo en Barcelona 2013: Maica García, Matilde Ortiz, Jennifer Pareja, Laura Ester, Anni Espar,  Pilar Peña y con Estados Unidos Melissa Seidemann en Kazan 2015 y Margaret Ann Steffens y Kiley Susan Neushul en Gwangju 2019.
- 9 Jugadoras subcampeonas del Mundo: Dagmar Rixt, com Holanda en Kazan 2015 y Anni Espar, Laura Ester, Judith Forca, Paula Leitón, y Beatriz Ortiz en Budapest 2017 y Gwangju 2019 y M. Pilar Peña, Clara Espar y Matilde Ortiz en Budapest 2017.
- 6 Jugadoras Campeonas de Europa Budapest 2014: Maica García, Matilde Ortiz, Jennifer Pareja, Laura Ester, Anni Espar y Pilar Peña
- 2 Jugadoras Subcampeonas de Europa en Málaga 2008: Maica García y Cristina López
- 9 Jugadoras Terceras en el Campeonato de Europa: Gabriella Szucks con Hungría en Budapest 2014 y Maica Garcia, Matilde Ortiz, Judit Forca, Laura Ester, Anni Espar, Beatriz Ortiz, Pilar Peña y Paula Leiton en Barcelona 2018.
- 3 Jugadoras Terceras en la Copa del Mundo FINA Khanty-Mansiysk 2014: Matilde Ortiz, Anni Espar y M. Elena Sánchez.
- 20 Ligas (1999-00, 2000-01, 2001-02, 2003-04, 2004-05, 2006-07, 2007-08, 2008-09, 2010-11, 2011-12, 2012-13, 2013-14, 2014-15, 2015-16, 2016-17, 2017-18, 2018-19, 2020-21, 2021-22, 2022-23)
- 18 Copas de la Reina (2000-01, 2001-02, 2003-04, 2004-05, 2007-08, 2008-09, 2009-10, 2010-11, 2011-12, 2012-13, 2013-14, 2014-15, 2016-17, 2017-18, 2018-19, 2019-20, 2020-21, 2022-23)
- 12 Supercopas de España (2009, 2010, 2011, 2012, 2013, 2014, 2015, 2016, 2017, 2018, 2020, 2023)
- 7 Copas de Europa (2010-11, 2012-13, 2013-14, 2015-16, 2018-19, 2022-23, 2023-24)[2][3][4][5]
- 5 Supercopas de Europa (2013, 2014, 2016, 2023, 2024)[6][7]

### Waterpolo masculino
- 15 Jugadores Olímpicos. Internacionales a destacar: Joan Serra 8.º en Londres 1948 y Hèlsinki 1952, Dani Ballart 4.º en Sídney 2000,Gustavo Marcos, Jesús Rollán, Sergi Pedrerol y Dani Ballart 6os en Atenas 2004 e Iñaki Aguilar e Iván Pérez 6os en Londres 2012.
- 5 Jugadores campeones del Mundo. Dani Ballart en Perth 1998 y Fukuoka 2001. Sergi Cabanas, Edu Lorrio i Bernat Sanahuja en Budapest 2022.
- 2 Jugador subcampeones del Mundo: Manel Silvestre en Roma 1994 y Sergi Cabanas en Gwangju 2019.
- 1 Jugador subcampeón de Europa: Sergi Cabanas en Barcelona 2018.
- 3 Jugadores Terceros en los Campeonatos d'Europa: Marco A. González en Sheffield 1993, Csaba Kiss, con Hungría, en Kranj 2003 y Òscar Rey en Belgrado 2006.
- 1 Copa LEN (2022)
- 3 Copas del Rey (1997-98, 2004-05, 2011-12)
- 4 Supercopas de España (2002, 2005, 2012, 2020)

### Natación Artística
- 2 Nadadoras olímpicas: Ona Carbonell (Río de Janeiro 2016 y Tóquio 2020) y Gemma Mengual (Río de Janeiro 2016)
- 5 Subcampeonatos del Mundo: Ona Carbonell 1 en Kazan 2015 (Solo Técnico), 2 en Budapest 2017 (Solo Técnico y Solo Libre) y 2 en Gwangju 2019 (Solo Técnico y Solo Libre)
- 1 Bronce en el Campeonato del Mundo: Ona Carbonell en Kazan 2015
- 1 Doble Subcampeonato de Europa: Ona Carbonell en Berlín 2014
- 2 Bronces en los Campeonatos de Europa: Ona Carbonell en Berlín 2014
- 1 Campeonato de España de Natación Artística por equipos: 2018-19

### Natación Adaptada
- 2 Nadadores paralímpicos: David Levecq (Londres 2012) y Óscar Salguero (Río de Janeiro 2016 y Toquio 2020*)
- 1 Campeón Paralímpico: Óscar Salguero en Río de Janeiro 2016
- 1 Subampeón Paralímpico: Óscar Salguero en Toquio 2020*
- 1 Subcampeón del Mundo: Óscar Salguero en Glasgow 2015, Londres 2019 i Madeira 2022
- 2 Campeones de Europa: David Levecq en Berlín 2011 (3 títulos) y Oscar Salguero Dublín 2018
- 2 Subcampeones de Europa: David Levecq en Berlín 2011 y Oscar Salguero en Eindhoven 2014

### Triatlón
- 1 Campeón de Europa de Larga Distancia: Miquel Blanchart en Tempere 2011

### Tenis de Mesa
- 1 Campeón del Mundo Adaptado: Jordi Morales en Lascko 2018
- 1 Medalla de Bronce por equipos en el Campeonato de Europa Adaptado: Jordi Morales en Lascko 2017